# Jean Petit (teólogo)
Jean Petit (ou Jehan Petit, em inglês John Parvus; nascido provavelmente em Brachy, Caux, na Normandia, e certamente na Diocese de Ruão, c. 1360 — 15 de julho de 1411), foi um teólogo francês e professor na Universidade de Paris. Ele é conhecido por sua defesa pública de um assassinato político como o tiranicídio.

## Vida
Alguns historiadores (Duboulay, Lucas Wadding) dizem que ele era um franciscano, outros que ele era um dominicano: como uma questão de fato, ele nunca foi membro de qualquer ordem religiosa. Ele devia a sua educação à generosidade de João Sem Medo, duque de Borgonha, que lhe concedeu uma pensão. No primeiro documento existente que registra seu nome, ele é chamado de Mestre das Artes (16 de agosto de 1385). Dois anos mais tarde, seu nome ocorre na lista enviada pela Universidade de Paris (31 de julho de 1387) para o Papa Clemente VII, recomendando seus mestres para ganhos vagos.
Tornou-se licenciado em Teologia em maio de 1400, e recebeu o grau de doutor antes de 1403, uma vez que ele é mencionado nesse ano nos cadernos da universidade como um membro ativo da Faculdade de Teologia de Paris. Em abril de 1407, formou parte da embaixada enviada por Carlos VI de França para exortar o Papa Bento XIII e o Papa Gregório XII a abdicar e, assim, reunir a cristandade. Esta embaixada tinha acabado de voltar para Paris, depois de uma viagem infrutífera, quando um evento ocorreu que deu a Jean Petit uma grande notoriedade na história.